# Dos Bigotes
Dos Bigotes es una editorial española, especializada en literatura LGTBI y feminismo. Fue fundada en el año 2014 por la pareja de periodistas (y luego matrimonio) Alberto Rodríguez y Gonzalo Izquierdo. Su intención manifiesta es llegar a todos los lectores, no solo al subconjunto LGTBI, con una literatura «de calidad y alejada de estereotipos».

## Espíritu de la editorial y primer libro
Como manifiesto de los propósitos de la editorial y como protesta contra las legislación antihomosexual de Vladímir Putin, quisieron que su primer libro publicado fuera una antología de escritores y poetas rusos. Se tituló El armario de acero (2014), estuvo compilada y prologada por Dimitry Kuzmin y traducida por Pedro Javier Ruiz Zamora. La obra se centra en la literatura contemporánea rusa, con autores -varios de ellos exiliados- nacidos entre 1964 y 1990. Participaron escritores como Slava Mogutin, Margarita Meklina, Vasili Chepelev o Sergei Finogin, con textos inéditos en español.

## Colección literaria
Un propósito reivindicativo caracteriza a la antología de literatura africana actual Los deseos afines, con prólogo de Eduardo Mendicutti.
En su catálogo figura asimismo Imre: una memoria íntima de Edward Irenaeus Prime-Stevenson, primera novela gay con final feliz que se publicó en inglés en 1906 y nunca había sido traducida al castellano.
Junto a las editoriales Egales, Stonewall y Nube Ocho, Dos Bigotes participó en la 1.ª Feria del Libro LGTBQ de Madrid, convocada con motivo del Día del Orgullo LGTB de 2014.
En 2014 publicaron una antología de autores gais españoles con relatos inéditos sobre distintos tópicos característicos de la sociedad española en los que la homosexualidad no termina de ser aceptada (el fútbol, la tauromaquia, la Iglesia, el mundo rural, etc.). Así, Luis Antonio de Villena escribió sobre el servicio militar, Eduardo Mendicutti acerca de un torero homosexual (pese a que al autor le repugna la fiesta de los toros), Luisgé Martín sobre el fútbol, Lluís Maria Todó sobre los boy scouts en la Cataluña de los años 60, Fernando J. López sobre la homofobia en la Educación Secundaria, Óscar Esquivias sobre catequistas católicos, Luis Cremades sobre un coro parroquial, Lawrence Schimel sobre el flamenco, José Luis Serrano acerca de la homosexualidad en el proletariado, Óscar Hernández Campano ambienta su historia en un caserío del País Vasco y Álvaro Domínguez Rodríguez-Volta sobre una familia conservadora. El libro está ilustrado por Raúl Lázaro.
También publicaron libros de cuentos de autores eslovenos, como Posiciones geográficas de Suzana Tratnik y Pasión de Brane Mozetič.
El febrero de 2015 editaron la novela 49 goles espectaculares del italiano Davide Martini.

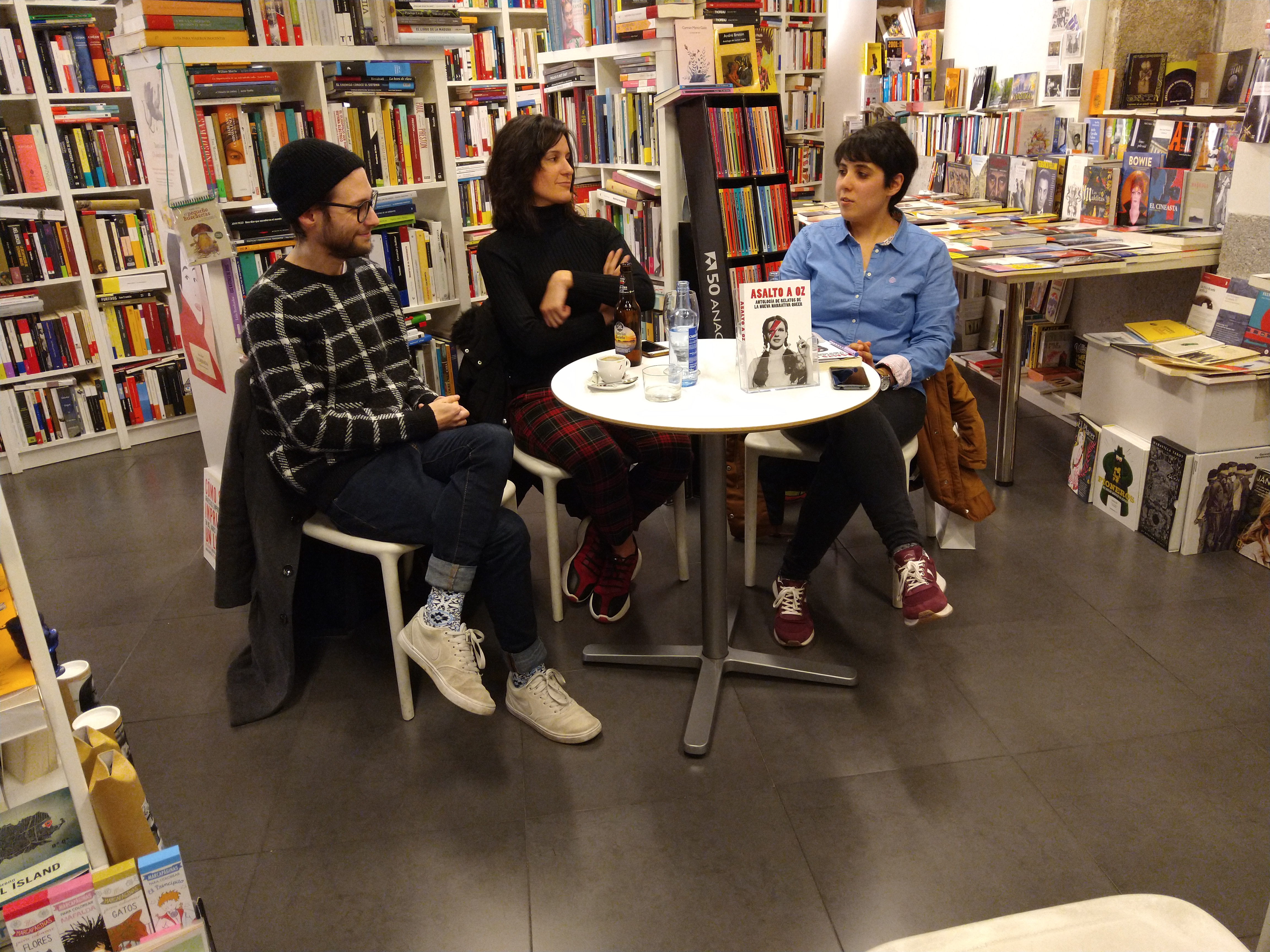
Álvaro Domínguez, Bárbara González Vilariño y Miriam Beizana Vigo, en la presentación de Asalto a Oz.

Otros títulos de su catálogo son la primera novela del escritor argentino Claudio Mazza (Suburbana, 2015), la antología de cuentistas cubanos seleccionada por Michel García Cruz y titulada Mañana hablarán de nosotros (2015), y la novela La tierra de los abetos puntiagudos de Sarah Orne Jewett (traducida por Raquel G. Rojas).
El libro de relatos Ábreme con cuidado (2015) planteó el reto de homenajear a grandes figuras literarias femeninas (Natalie Clifford Barney, Patricia Highsmith, Virginia Woolf, Marguerite Yourcenar, Aphra Behn, Carson McCullers, Elizabeth Bishop, Emily Dickinson y Gloria Fuertes) convirtiéndolas en protagonistas de cuentos inéditos de otras tantas autoras españolas: Isabel Franc, Clara Asunción García, Pilar Bellver, Carmen Samit, Gloria Fortún (quien prologa la obra), Lola Robles, Carmen Nestares, Carmen Cuenca y Gloria Bosch Maza.
Aparte del catálogo literario y fuera de esa colección, a finales de 2015 publicaron El cielo en movimiento, una obra coral y multidisciplinar sobre la ciudad de Madrid con textos, fotografías e ilustraciones de personalidades del mundo de la cultura madrileña desde los tiempos de Transición y hasta el momento en el que se publicó. Entre otros colaboradores, figuraban obras del alcalde Enrique Tierno Galván, la fotógrafa Ouka Leele o el cineasta Pedro Almodóvar (entre los representantes de los tiempos de la Movida madrileña) hasta los más jóvenes, como la poeta Ariadna G. García, el ilustrador Miguel Navia o el artista Abel Azcona.

## Un lustro de bigotes
A principios del año 2019 la editorial presentó en el Libro Los Pequeños Brotes de Abel Azcona presentado en Madrid junto a la actriz Leticia Dolera como invitada en el acto. El mismo día de su publicación el libro fue promocionado en diversos medios.
A finales del años 2019 presentan Asalto a Oz, antología de relatos de la nueva narrativa queer reúne quince autores representativos de la evolución de los intereses LGBTQI en estos últimos años. Según Luisgé Martín, respecto a la obra de generaciones anteriores (simbolizada en la antología Lo que no se dice), los más jóvenes han abandonado el planteamiento problemático de su homosexualidad, se cuestiona la división por géneros, las transexualidad para a ser un argumento principal (vivida con el rechazo social que antes se reservaba a la homosexualidad), aumenta el número de autoras, no hay humor y los cuentos dejan de aspirar al modelo narrativo borgeano.
Aparte de narrativa, la editorial también ha publicado ensayos, como el de a periodista Valeria Vegas Vestidas de azul. Análisis social y cinematográfico de la mujer transexual en los años de la transición española (2019), un análisis de la película documental Vestida de azul (1983) de Antonio Giménez-Rico, que le sirve como excusa para estudiar la situación de la transexualidad en España durante los años de la Transición.En 2023, Atresmedia estrenaría la serie Vestidas de azul inspirada en el libro de Valeria con un cameo de los propios fundadores de Dos Bigotes.
La novela ilustrada Comando malva de Pilar Bellver y Olga Peral junto al tercer título de la colección "Las imprescindibles", el ensayo de Silvia López El devenir «mujer» en Simone de Beauvoir cierran un año fructífero para la editorial.
Los meses pre-covid del 2020 comienzan con fuerza gracias a la publicación de Cruising de norteamericano Alex Espinosa, la novela lírica de Sebastiá Portell Ariel y los cuerpos y el ensayo Cómo entender tu género de Alex Iantaffi y Meg-John Barker. Sin embargo, con la inesperada situación de una emergencia sanitaria, la planificación editora se paraliza un par de meses volviendo con fuerza, no sin dificultades, en época estival con el primer libro del polifacético artista Cachorro Lozano, quien recopila muchas de sus características quotes en Dilemas y cowboys. La editorial organiza en la icónica Librería Berkana la primera de las firmas tras la desescalada de la primera ola del virus. Las ganas por nuevos títulos y el atractivo del conocido dibujante, hacen de este libro un éxito. Le sigue la inclusión del psicólogo vasco Sergio Bero en la narrativa de ficción con La calma luchada, una recopilación de microrrelatos sobre las relaciones amorosas en una sociedad prioritariamente digital con críticas hacia la falta de empatía individual, que cuenta con prólogo de la cantante Ainhoa Cantalapiedra. Medios generalistas se hacen eco de la publicación. En  2020 también publican Con la frente marchita de Dimas Prychysly y y Amigas de varias autoras.
Este año también se publica un cuarto ensayo de Silvia López El ecofeminismo en Vandana Shiva y se cierra de forma gloriosa, con el superventas para la editorial, Libérate de Valeria Vegas, convertida en activista mediática gracias a la serie Veneno de Atresmedia. El libro entra en varias propuestas de medios como regalo imprescindible para las fiestas navideñas del 2020.

## Cumpliendo una década
Como celebración de la década de su fundación, la editorial no ha dejado de cosechar éxitos. En 2024 publican la primera biografía en español de la siempre recordada Raffaella Carrà donde el periodista Pedro Ángel Sánchez desgrana detallles y anécdotas de la italiana: Nada es eterno salvo la Carrà.

## Premios
La Federación Estatal de Lesbianas, Gais, Transexuales y Bisexuales (FELGTB) concedió el premio La Culta 2014 a la editorial Dos Bigotes por su doble compromiso con la literatura de calidad y los derechos de las personas LGTBI. El premio se entregó durante la marcha del Día del Orgullo LGTB, en la plaza de Colón de Madrid.
La versión en inglés de la antología de textos de autores africanos Los deseos afines (titulada en inglés Queer Africa: New and Collected Fiction) ganó en 2014 el Premio Literario Lambda en la categoría de mejor antología.
La cadena de radio Onda Arcoíris concedió en noviembre de 2014 a los editores de Dos Bigotes su premio Provooca por la creación de la editorial.
El FanCineGay (Festival de Cine Gay y Lésbico de Extremadura) concedió a los editores el Premio La Ley del Deseo en 2015.